# Aquilegia atrovinosa
Aquilegia atrovinosa är en ranunkelväxtart som beskrevs av M. Pop. och Gamajun.. Aquilegia atrovinosa ingår i släktet aklejor, och familjen ranunkelväxter. Inga underarter finns listade i Catalogue of Life.